# イリヤ・カーラー
イリヤ・カーラー（ロシア語: Илья Леонидович Калер；英語: Ilya Kaler、1963年 - ）はロシアのヴァイオリン奏者。

## 経歴・人物
モスクワの音楽一家に生まれた彼は、幼少の頃より音楽的才能を表した。モスクワ音楽院中央音楽学校でジナイーダ・ギレリスとユーリー・ヤンケレヴィチに師事。その後、モスクワ音楽院でレオニード・コーガンとヴィクトル・トレチャコフに師事した。
パガニーニ国際コンクール（1981年）、シベリウス国際ヴァイオリン・コンクール（1985年）、チャイコフスキー国際コンクール（1986年）という世界的な権威のあるヴァイオリンの3つのコンクールで優勝した唯一の人物である。
1986年、チャイコフスキー国際コンクールでラファエル・オレグ（フランス）とともに同時優勝した。
レニングラード・フィルハーモニー管弦楽団、モスクワ・フィルハーモニー管弦楽団、モントリオール交響楽団、ベルリン放送交響楽団を始めとする、世界の主要オーケストラとの共演歴を持つ。また今までにロシア国内の他、ヨーロッパやアジア諸国でヴァイオリン独奏による演奏活動を行っている。
イーストマン音楽院（ニューヨーク州ロチェスター）、インディアナ大学音楽学部（インディアナ州ブルーミントン）のヴァイオリン教授を経て、デポール大学音楽学部（イリノイ州シカゴ）のヴァイオリン教授に就任。
チャイコフスキー国際コンクールをはじめ、世界各地のヴァイオリンコンクールの審査員を務めている。録音活動も積極的に行っており、イザイ、バッハ、ブラームス、シューマン、ショスタコーヴィチ、グラズノフ、シマノフスキ、ドヴォルザーク、パガニーニ、チャイコフスキー、メシアンなどの作品を収録したCDをリリースしている。ソロCD「Ilya Kaler, violin」は、1995年のNAIRD Indie Awardのソロ・クラシック部門にノミネートされた。

## 音楽・録音
カーラーは、香港のCDレーベル、ナクソス（NAXOS）に多くの録音を残している。中でもニコロ・パガニーニ作曲の「24の奇想曲」、「ヴァイオリン協奏曲第1番」、「ヴァイオリン協奏曲第2番」の録音は彼の演奏家としての地位を確固たるものにした。